# Нейтън Синкала
Нейтън Синкала (на английски: Nathan Sinkala; 22 ноември 1990 г.) е замбийски футболист, който играе за швейцарския Грасхопърс, под наем от ТП Мазембе. Играе на постовете защитник.

## Кариера

### Клубна кариера
Роден в Чингола, Синкала започва кариерата си през 2008 г. с, и през 2009 г. прекарва известно време под наем в Израел (в Апоел Кирят Шмона, играейки за резервния им отбор. С Грийн Бъфалоус, Синкала вкарва три гола в местната лига през сезон 2009 и два гола в първенството през сезон 2010. През 2010 г. той също така печели Купата на Замбия Чарити Шийлд.
След участието си в Купата на африканските нации през 2012 г., Синкала подписва тригодишен договор с ТП Мазембе.
На 8 януари 2014 г. Синкала се присъединява към френската Лига 1, като е взет под наем от ФК Сошо. По-късно той заявява, че е искал да остане с клуба след края на периода.
На 7 юли 2014 г. Синкала отново е даден под наем от Мазембе, този път на щвейцарския отбор Грасхопърс.

## Отличия

### Клубни
- Линафут: 2012 и 2013 г.

### Национален отбор
- Купа на Африканските нации: 2012 г.